# Akpakpa
Akpakpa est localisé dans le littoral, plus précisément dans la ville de Cotonou. C'est un préfixe ajouté à certains quartiers de la ville,. On y retrouve Akpakpa-Midombo, Akpakpa-Dodomè récemment rasé

## Histoire et toponymie

### Histoire
Le village d'Akpakpa est créé par un éleveur Yoruba de bœufs à l’époque coloniale pour les besoins de l'armée française dans les années 1900. Le village, en 1930, s'est au fur et à mesure agrandi avec l’installation des familles venant de la ville de Porto-Novo. Ce n'est qu'à partir de 1940 qu'akpakpa devient un quartier de Cotonou,.

### Toponymie
Akpakpa est un nom en langue fongbe qui signifie "Près du village de Akpa".

## Infrastructures

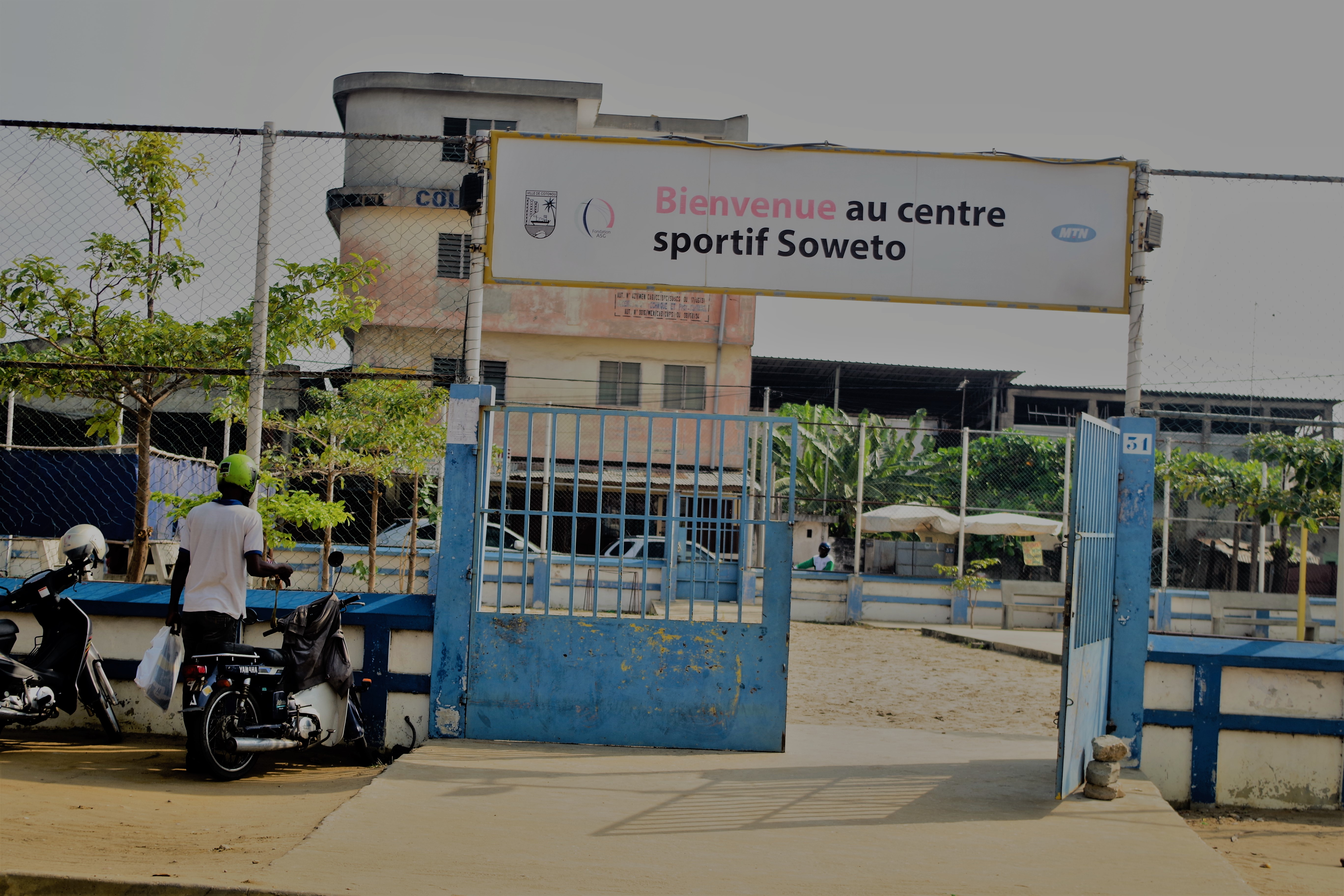
Centre Sportif Municipal Soweto de Dédokpo 4e Arrondissement de Cotonou au Bénin en 2019

Akpakpa abrite le centre sportif SOWETO, actuelle Aire de jeux sportifs de l'amitié sino-béninoise, inauguré le 9 septembre 2020; le stade René pleven d'Akpakpa,,, le deuxième le plus important du département du Littoral après le Stade de l'amitié Général Mathieu Kérékou.

## Galerie

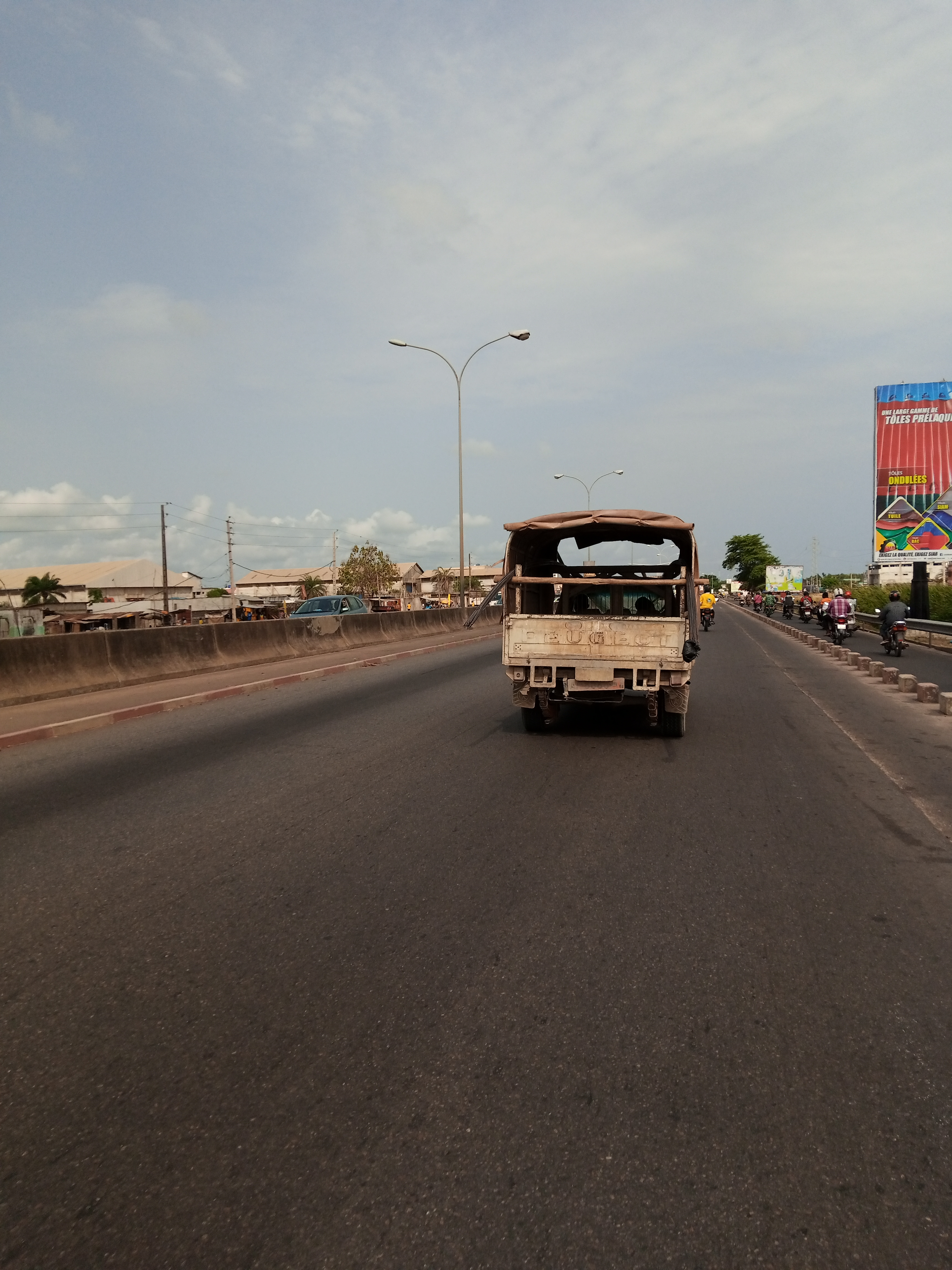
Circulation à Akpakpa
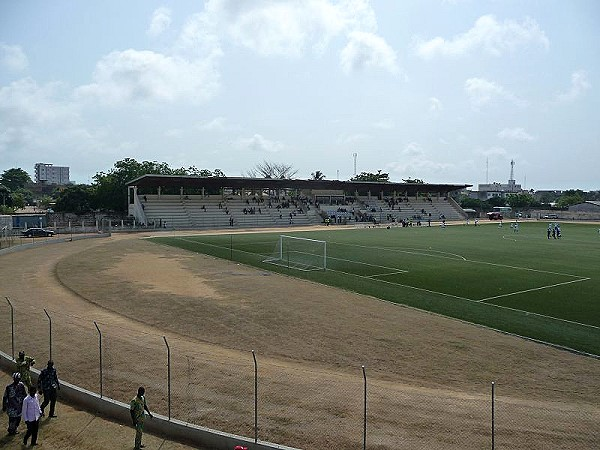
Stade René Pleven d'Akpakpa
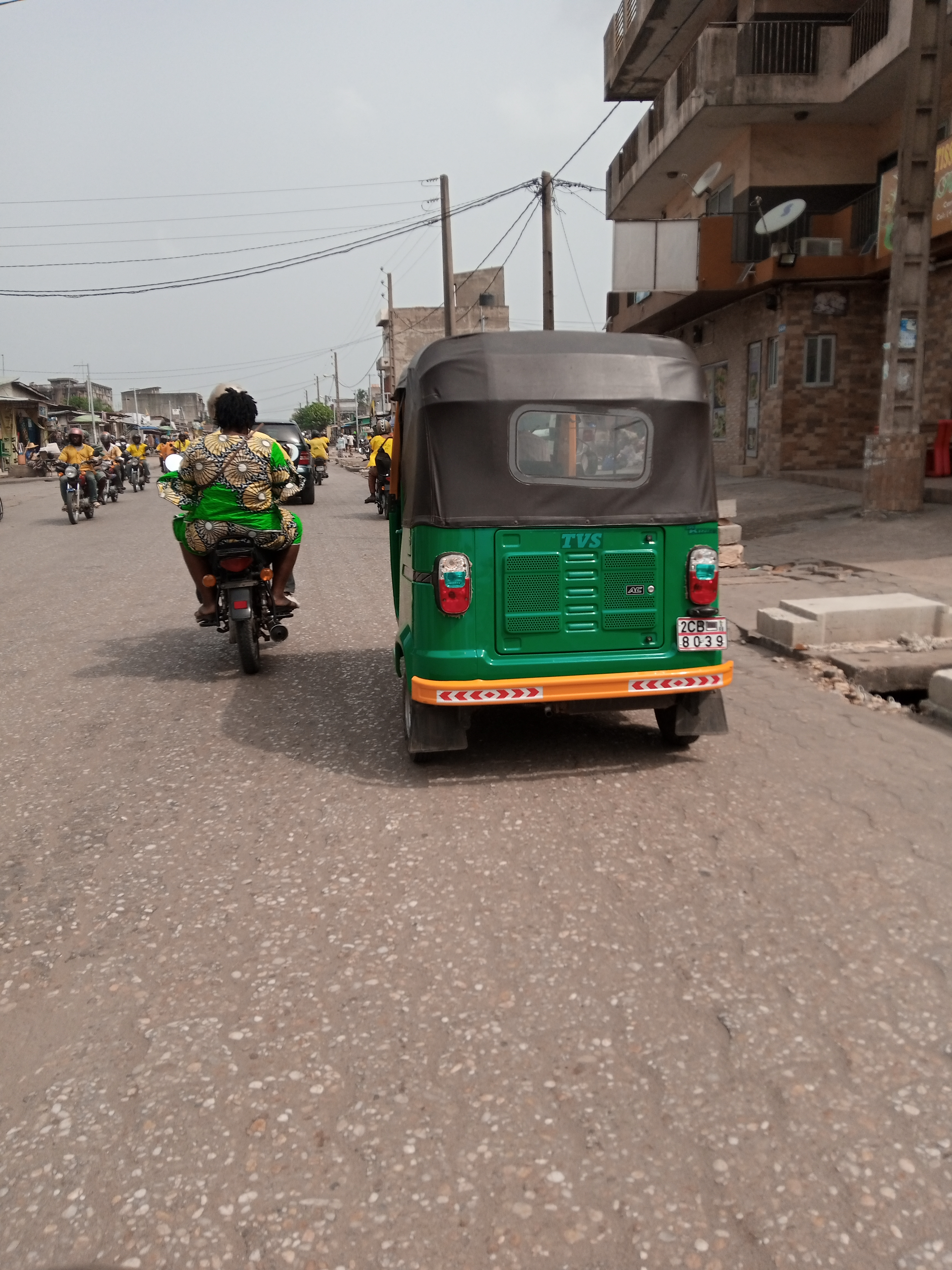
La circulation à Akpakpa.jpg
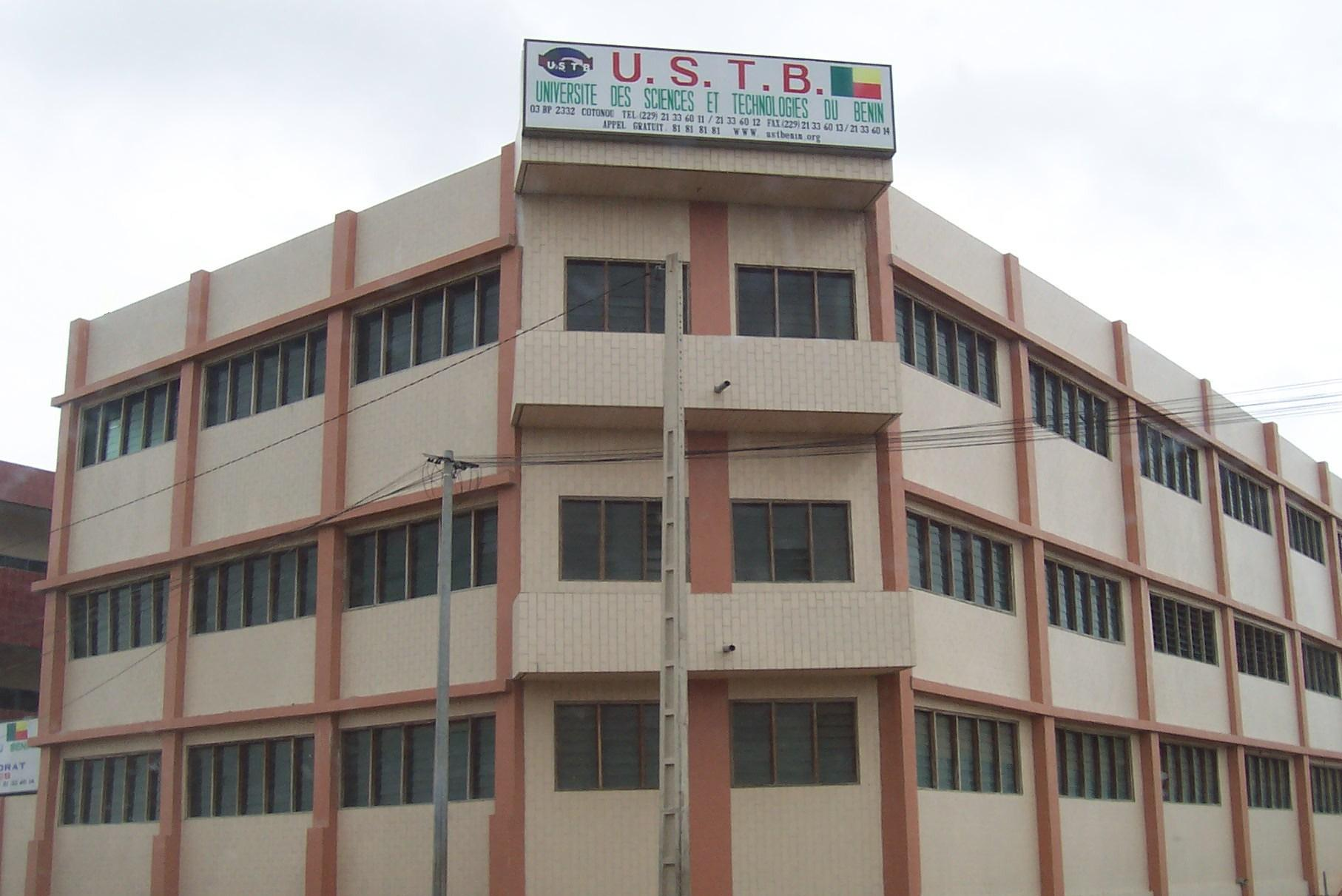
U.S.T.B., Domaine Universitaire de Kpondéhou, Cotonou